# 職業飛鏢公司
職業飛鏢公司是英国的一个专业飛鏢组织，成立于1992年。職業飛鏢公司举办了多项锦标赛，該組織還根據選手的表現搞了個世界排名。